# Kubrat Pulev
Kubrat Venkov Pulev (in bulgaro Кубрат Венков Пулев?; Sofia, 4 maggio 1981) è un pugile bulgaro.
È stato campione EBU ed IBF International dei pesi massimi. Il fratello Tervel è anch'egli pugile.

## Carriera professionale

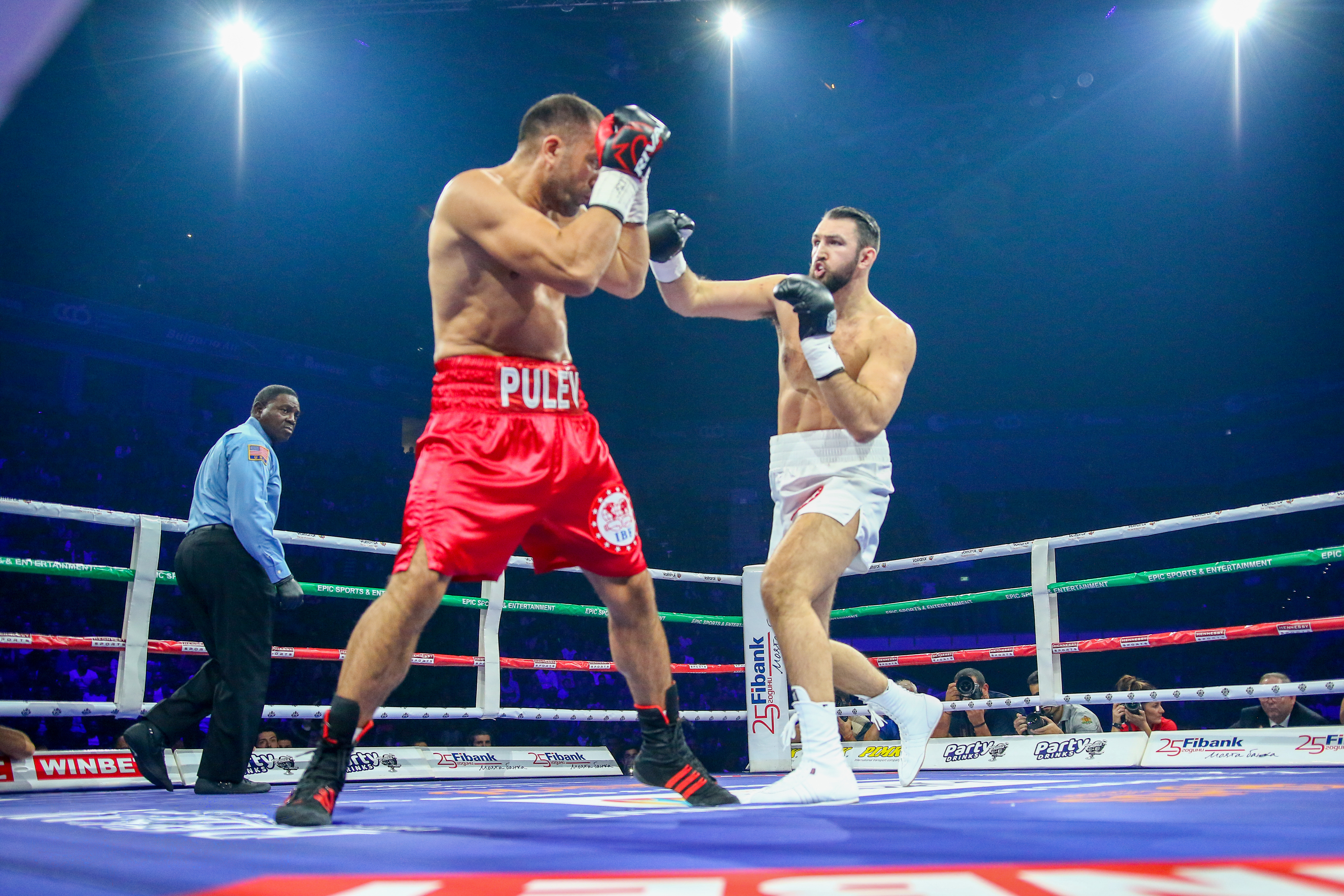
Kubrat Pulev vs Hughie Fury, 27-10-2018, Arena Armeec Hall, Sofia, Bulgaria.

Pulev compie il suo debutto da professionista il 19 settembre 2009, sconfiggendo il romeno Răzvan Benche via KO tecnico alla seconda ripresa.
Il 15 novembre 2014 Pulev ha finalmente l'opportunità di conquistare un titolo iridato, quando sfida l'allora campione in carica Volodymyr Klyčko per la corona IBF dei pesi massimi. Nonostante la sua grande determinazione, il bulgaro subisce l'iniziativa dell'avversario per tutta la durata dell'incontro e viene atterrato per tre volte, prima di soccombere per KO al quinto round.
Il 7 aprile 2016 sconfigge per decisione non unanime il britannico Dereck Chisora.
Il 13 dicembre 2020, all'età di 39 anni, sfida Anthony Joshua per il titolo mondiale dei pesi massimi, ma viene sconfitto per KO alla nona ripresa.

## Record professionale
| N. | Risultato | Record | Avversario           | Metodo | Round, tempo  | Data              | Luogo                             | Note |
| -- | --------- | ------ | -------------------- | ------ | ------------- | ----------------- | --------------------------------- | --- |
| 32 | Sconfitta | 29–3   | Dereck Chisora       | SD     | 12            | 9 luglio 2022     | Londra, Gran Bretagna             | Per il vacante titolo WBA International dei pesi massimi.                                                 |
| 31 | Vittoria  | 29–2   | Jerry Forrest        | UD     | 10            | 14 maggio 2022    | Inglewood, Stati Uniti d'America  | |
| 30 | Sconfitta | 28–2   | Anthony Joshua       | KO     | 9 (12), 2:58  | 12 dicembre 2020  | Londra, Gran Bretagna             | Per il titolo WBA (Super), IBF, WBO dei pesi massimi.                                                     |
| 29 | Vittoria  | 28–1   | Rydell Booker        | UD     | 10            | 9 novembre 2019   | Fresno, Stati Uniti d'America     | |
| 28 | Vittoria  | 27–1   | Bogdan Dinu          | KO     | 7 (10), 2:40  | 23 marzo 2019     | Costa Mesa, Stati Uniti d'America | |
| 27 | Vittoria  | 26–1   | Hughie Fury          | UD     | 12            | 27 ottobre 2018   | Sofia, Bulgaria                   | |
| 26 | Vittoria  | 25–1   | Kevin Johnson        | UD     | 12            | 28 aprile 2017    | Sofia, Bulgaria                   | Mantiene il titolo WBA Intercontinentale dei pesi massimi.                                                |
| 25 | Vittoria  | 24–1   | Samuel Peter         | RTD    | 3 (12), 3:00  | 3 dicembre 2016   | Sofia, Bulgaria                   | Vince il vacante titolo WBA Intercontinentale dei pesi massimi.                                           |
| 24 | Vittoria  | 23–1   | Dereck Chisora       | SD     | 12            | 7 maggio 2016     | Amburgo, Germania                 | Vince il vacante titolo Europeo dei pesi massimi.                                                         |
| 23 | Vittoria  | 22–1   | Maurice Harris       | KO     | 1 (8), 1:59   | 5 dicembre 2015   | Amburgo, Germania                 | |
| 22 | Vittoria  | 21–1   | George Arias         | UD     | 8             | 17 ottobre 2015   | Berlino, Germania                 | |
| 21 | Sconfitta | 20–1   | Volodymyr Klyčko     | KO     | 5 (12), 2:11  | 15 novembre 2014  | Amburgo, Germania                 | Per il titolo IBF e The Ring dei pesi massimi.                                                            |
| 20 | Vittoria  | 20–0   | Ivica Perković       | RTD    | 3 (8), 3:00   | 5 aprile 2014     | Rostock, Germania                 | |
| 19 | Vittoria  | 19–0   | Joey Abell           | RTD    | 4 (12), 3:00  | 14 dicembre 2013  | Neubrandenburg, Germania          | Mantiene il titolo IBF Internazionale dei pesi massimi.                                                   |
| 18 | Vittoria  | 18–0   | Tony Thompson        | UD     | 12            | 24 agosto 2013    | Schwerin, Germania                | Mantiene il titolo IBF Internazionale dei pesi massimi.                                                   |
| 17 | Vittoria  | 17–0   | Alexander Ustinov    | KO     | 11 (12), 1:28 | 29 settembre 2012 | Amburgo, Germania                 | Mantiene il titolo IBF Internazionale ed Europeo dei pesi massimi.                                        |
| 16 | Vittoria  | 16–0   | Alexander Dimitrenko | KO     | 11 (12), 2:59 | 5 maggio 2012     | Erfurt, Germania                  | Mantiene il titolo IBF Internazionale dei pesi massimi. Vince il vacante titolo Europeo dei pesi massimi. |
| 15 | Vittoria  | 15–0   | Michael Sprott       | RTD    | 9 (12), 3:00  | 14 gennaio 2012   | Offenburg, Germania               | Mantiene il titolo IBF Internazionale dei pesi massimi.                                                   |
| 14 | Vittoria  | 14–0   | Travis Walker        | UD     | 12            | 22 ottobre 2011   | Ludwigsburg, Germania             | Vince il vacante titolo IBF Internazionale dei pesi massimi.                                              |
| 13 | Vittoria  | 13–0   | Maksym Pediura       | UD     | 8             | 16 luglio 2011    | Monaco, Germania                  | |
| 12 | Vittoria  | 12–0   | Derric Rossy         | TKO    | 5 (8), 2:15   | 7 maggio 2011     | Copenaghen, Danimarca             | |
| 11 | Vittoria  | 11–0   | Jaroslav Zavorotnyj  | UD     | 8             | 12 febbraio 2011  | Herning, Danimarca                | |
| 10 | Vittoria  | 10–0   | Paolo Vidoz          | UD     | 8             | 18 dicembre 2010  | Berlino, Germania                 | |
| 9  | Vittoria  | 9–0    | Dominick Guinn       | UD     | 8             | 30 ottobre 2010   | Rostock, Germania                 | |
| 8  | Vittoria  | 8–0    | Evgenij Orlov        | DQ     | 7 (8), 0:16   | 1 maggio 2010     | Oldenburg, Germania               | |
| 7  | Vittoria  | 7–0    | Danny Batchelder     | TKO    | 2 (8), 0:45   | 13 marzo 2010     | Berlino, Germania                 | |
| 6  | Vittoria  | 6–0    | Isossa Mondo         | RTD    | 3 (8), 3:00   | 20 febbraio 2010  | Liège, Belgio                     | |
| 5  | Vittoria  | 5–0    | Matt Skelton         | KO     | 4 (8), 2:14   | 30 gennaio 2010   | Neubrandenburg, Germania          | |
| 4  | Vittoria  | 4–0    | Zack Page            | UD     | 6             | 5 dicembre 2009   | Ludwigsburg, Germania             | |
| 3  | Vittoria  | 3–0    | Gbenga Oloukun       | UD     | 6             | 7 novembre 2009   | Norimberga, Germania              | |
| 2  | Vittoria  | 2–0    | Serdar Uysal         | TKO    | 4 (4), 0:56   | 17 ottobre 2009   | Berlino, Germania                 | |
| 1  | Vittoria  | 1–0    | Florian Benche       | TKO    | 2 (4), 2:05   | 19 settembre 2009 | Neubrandenburg, Germania          | |